# Айона (Айдахо)
Айона (англ. Iona) — місто в окрузі Бонневілл, штат Айдахо, США. Є частиною агломерації Айдахо-Фоллс. Згідно з переписом 2010 року населення становило 1 803 особи, що на 602 особи більше, ніж 2000 року.

## Географія
Айона розташована за координатами 43°31′31″ пн. ш. 111°55′52″ зх. д. / 43.52528° пн. ш. 111.93111° зх. д. (43.525189, -111.931003).  За даними Бюро перепису населення США в 2010 році місто мало площу 2,84 км², уся площа — суходіл. В 2017 році площа становила 2,68 км², уся площа — суходіл.

## Демографія

### Перепис 2010 року
Згідно з переписом 2010 року, у місті проживало 1 803 осіб у 578 домогосподарствах у складі 481 родин. Густота населення становила 632,9 особи/км². Було 601 помешкання, середня густота яких становила 211,0/км². Расовий склад міста: 97,7 % білих, 0,2 % афроамериканців, 0,3 % індіанців, 0,1 % азіатів, 0,7 % інших рас, а також 1,1 % людей, які зараховують себе до двох або більше рас. Іспанці та латиноамериканці незалежно від раси становили 3,9 % населення.
Із 578 домогосподарств 45,7 % мали дітей віком до 18 років, які жили з батьками; 72,7 % були подружжями, які жили разом; 6,2 % мали господиню без чоловіка; 4,3 % мали господаря без дружини і 16,8 % не були родинами. 14,0 % домогосподарств складалися з однієї особи, у тому числі 5,9 % віком 65 і більше років. У середньому на домогосподарство припадало 3,12 мешканця, а середній розмір родини становив 3,44 особи.
Середній вік жителів міста становив 31,5 року. Із них 35,1 % були віком до 18 років; 6,6 % — від 18 до 24; 25,8 % від 25 до 44; 21,1 % від 45 до 64 і 11,5 % — 65 років або старші. Статевий склад населення: 49,1 % — чоловіки і 50,9 % — жінки.
Середній дохід на одне домашнє господарство  становив 64 992 долари США (медіана — 58 309), а середній дохід на одну сім'ю — 68 293 долари (медіана — 60 750). Медіана доходів становила 42 115 доларів для чоловіків та 28 897 доларів для жінок. За межею бідності перебувало 4,7 % осіб, у тому числі 6,5 % дітей у віці до 18 років та 7,4 % осіб у віці 65 років та старших.
Цивільне працевлаштоване населення становило 773 особи. Основні галузі зайнятості: освіта, охорона здоров'я та соціальна допомога — 28,3 %, науковці, спеціалісти, менеджери — 13,1 %, будівництво — 12,7 %.

### Перепис 2000 року
Згідно з переписом 2000 року, у місті проживало 1 201 осіб у 372 домогосподарствах у складі 318 родин. Густота населення становила 587,0 особи/км². Було 385 помешкань, середня густота яких становила 188,2/км². Расовий склад міста: 98,42 % білих, 0,08 % афроамериканців, 0,17 % індіанців, 0,08 % азіатів, 0,83 % інших рас і 0,42 % людей, які зараховують себе до двох або більше рас. Іспанці та латиноамериканці незалежно від раси становили 2,91 % населення.
Із 372 домогосподарств 44,6 % мали дітей віком до 18 років, які жили з батьками; 76,3 % були подружжями, які жили разом; 5,9 % мали господиню без чоловіка, і 14,5 % не були родинами. 12,4 % домогосподарств складалися з однієї особи, у тому числі 5,4 % віком 65 і більше років. У середньому на домогосподарство припадало 3,23 мешканця, а середній розмір родини становив 3,55 особи.
Віковий склад населення: 35,6 % віком до 18 років, 7,2 % від 18 до 24, 24,5 % від 25 до 44, 21,2 % від 45 до 64 і 11,6 % років і старші. Середній вік жителів — 33 роки. Статевий склад населення: 50,1 % — чоловіки і 49,9 % — жінки.
Середній дохід домогосподарств у місті становив US$39 904, родин — $42 692. Середній дохід чоловіків становив $32 105 проти $21 818 у жінок. Дохід на душу населення в місті був $14 334. 17,6 % населення і 14,0 % родин перебували за межею бідності, включаючи 11,6 % віком до 18 років і 6,1 % від 65 і старших.